# Richard Edward Taylor

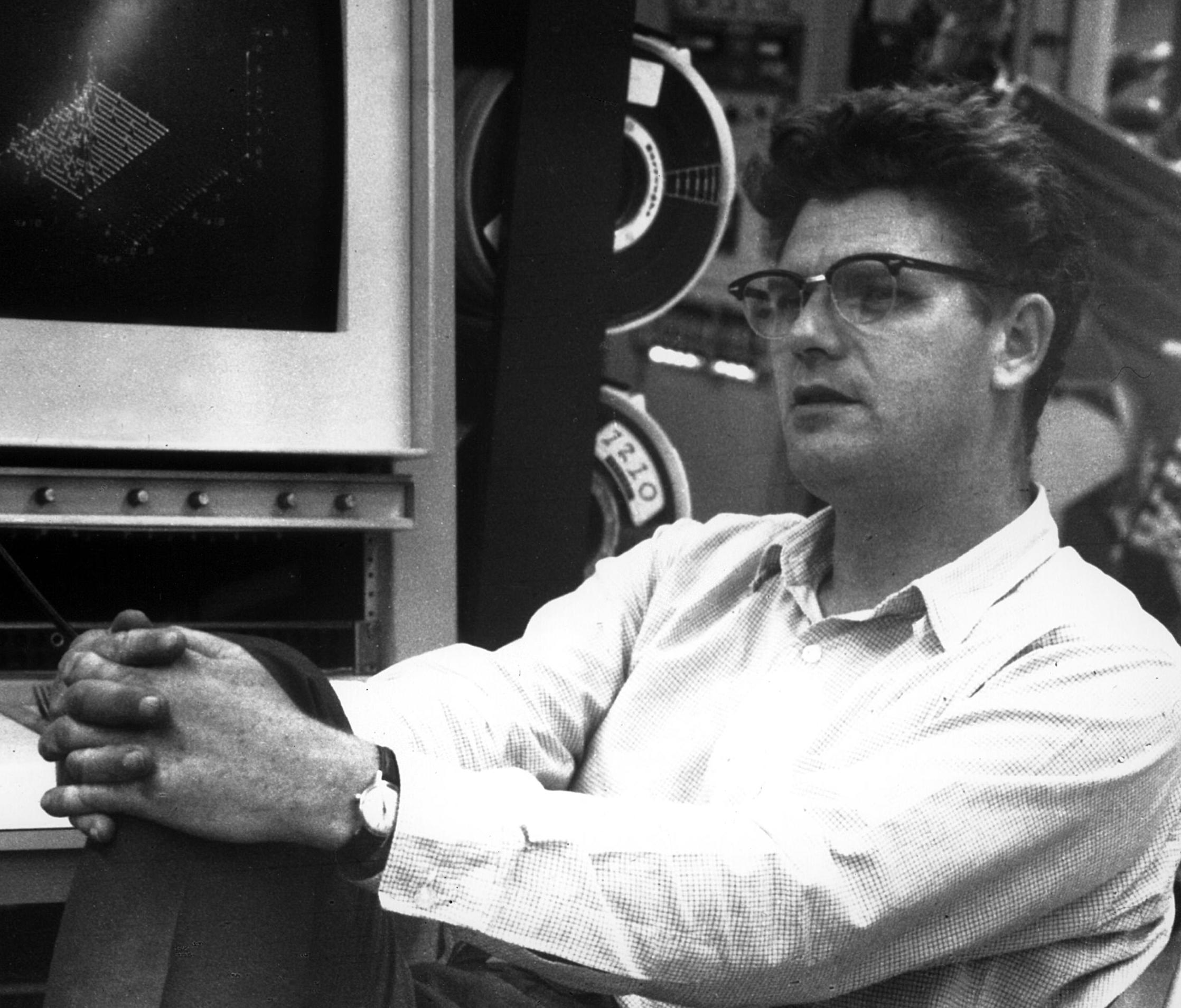
Richard E. Taylor, 1967

Richard Edward Taylor, CC, FRS, FRSC (* 2. November 1929 in Medicine Hat, Alberta; † 22. Februar 2018 in Stanford, Kalifornien) war ein kanadischer Physiker und Nobelpreisträger von 1990. Er war Professor der Stanford University.

## Leben
Taylor führte sein Physikstudium an der University of Alberta in Edmonton durch. 1950 erhielt er den Bachelor-, 1952 den Master-Abschluss. Ab 1952 ging er für das Graduiertenstudium nach Stanford. Von 1954 bis 1958 arbeitete er dort im Labor für Hochenergiephysik, von 1958 bis 1961 in Frankreich an dem im Aufbau befindlichen Linearbeschleuniger in Orsay. 1962 promovierte er in Stanford bei Robert Mozley.
1961 begann Taylor als wissenschaftlicher Mitarbeiter im Lawrence Berkeley National Laboratory in Berkeley, 1962 ging er zurück nach Stanford und nahm am Aufbau des Stanford Linear Accelerator Center teil. 1968 wurde er dort in die Fakultät berufen. Von 1971 bis 1972 war Taylor durch ein Guggenheim-Stipendium am CERN in Genf tätig, danach arbeitete er wieder in Stanford.
1981 ging er mit einem Alexander-von-Humboldt-Stipendium ans DESY in Hamburg. Bis 1989 war er Berater für den LEP am CERN.
Von 1982 bis 1987 war Taylor Associate Director der Forschungsabteilung des SLAC. 1986 wurde er Fellow der American Physical Society. Er wurde 1992 zum Mitglied der American Academy of Arts and Sciences und 1993 der National Academy of Sciences der USA gewählt. Er ist Fellow der Royal Society of Canada sowie seit 1997 der Royal Society in London. Er war Ehrendoktor der Universitäten in Paris, Edmonton, Calgary und Lethbridge. 1990 erhielt Taylor zusammen mit den US-Amerikanern Jerome I. Friedman und Henry W. Kendall den Physik-Nobelpreis für den Nachweis der Substruktur des Protons. 1994 hielt er die erste Wolfgang-Paul-Vorlesung in Bonn.

## Werk
Taylor war einer der führenden Köpfe hinter den großen Fortschritten, die am SLAC in der experimentellen Kern- und Teilchenphysik gemacht wurden. Er arbeitete anfangs mit Elektronen- und Photonenstrahlen an elastischer und inelastischer Elektronenstreuung, besonders hinsichtlich der Paritätsverletzung. Später erforschte er die innere Struktur von Proton und Neutron, womit er wesentliche experimentelle Befunde zur Etablierung der von Murray Gell-Mann entwickelten Quark-Theorie lieferte.